# Compsosoma geayi
Compsosoma geayi là một loài bọ cánh cứng trong họ Cerambycidae.